# لری بگبی
لری بگبی (انگلیسی: Larry Bagby؛ زادهٔ ۷ مارس ۱۹۷۴) یک هنرپیشه، و نوازنده اهل ایالات متحده آمریکا است.
از فیلم‌ها یا برنامه‌های تلویزیونی که وی در آن نقش داشته است می‌توان به سر به راه باش، شعبده‌بازی اشاره کرد.